# Pará (rivier)
De Pará (Portugees: Rio Pará) is een Braziliaanse rivier die door de staat Pará stroomt en uitmondt in de Atlantische oceaan. 

## Loop
De rivier ontspringt in de baai Baía do Portel in de staat Pará. De rivier stroomt oostwaarts ten zuiden van het eiland Marajó en ten noorden van de regio rond Belém, de hoofdstad van de staat Pará, waarna de rivier uitmondt in de Atlantische oceaan.

## Plaatsen
De plaatsen gelegen aan de rivier de Pará in volgorde stroomafwaarts:
- Portel
- Melgaço
- Bagre (via de Furo do Bagre)
- Curralinho
- São Sebastião da Boa Vista (via de Furo Boa Vista)

Na de monding met de rivier de Tocantins:
- Vila do Conde (Barcarena)
- Vila dos Cabanos (Barcarena)
- Mosqueiro (Ilha do Mosqueiro, Belém)
- Colares
- Salvaterra
- Soure (via de Paracauari)

## Zijrivieren
De Pará heeft een aantal zijrivieren. In volgorde stroomafwaarts:
- Baía do Portel (bron)
  - Anapu
  - Camaraipi/Pracajá
  - Acuti Pereira

- Baía do Melgaço
  - Tatuóca
  - Tajapuruzinho
  - Mujirum
  - Furo Grande

- Splitsing 
  - Carnajuba
  - Carutá Grande
  - Soiaí
  - Campina Grande

- Furo Santa Maria
  - Jacunda
  - Furo Taquari
  - Furo Água Preta
  - Machacali (route veerdienst)
  - Rio de Breves (route veerdienst)
  - Furo Jurapari
  - Furo do Bagre
  - Panaúba
  - Curuacá
  - Guajará
  - Furo Guajarazinho
  - Mocajatuba Grande
  - Mutuacá
  - Piriá
  - Aracairu
  - Araticu
  - Mojuracá Grande
  - Cupijó
  - Furo Boa Vista
  - Furo Tucupi
  - Japiim Grande
  - Furo Grande
  - Furo Atatá Grande

- Pará/Tocantins
  - Baía Marapata
  - Muaná
  - Atuá
  - Panacuera
  - Furo Paruru
  - Tucumanduba
  - Furo Urubuéua
  - Baía do Capim (Maratauira)
  - Marajó-Açu
  - Furo do Arrozal

- Baía do Marajó
  - Acará
  - Zijtak van de baai Baía do Guajará (route veerdienst)
  - Rio da Fábrica
  - Ariri
  - Caracará
  - Baía de Santo Antônio/Baía do Guajará (Guamá)
  - Urubuquara
  - Câmara
  - Baía do Sol (Furo das Marinhas/Furo do Joroca/Furo da Laura)
  - Paracauari
  - Furo da Laura